# JD Davison
Jerdarrian Devontae Davison, detto JD (Montgomery, 3 ottobre 2002), è un cestista statunitense, professionista nella NBA con i Boston Celtics.

## Carriera
Dopo aver trascorso una stagione con gli Alabama Crimson Tide, nel 2022 si dichiara per il Draft NBA, venendo chiamato con la cinquantatreesima scelta dai Boston Celtics, che lo firmano con un two-way contract.

## Statistiche

### NCAA
| Anno      | Squadra            | PG | PT | MP   | TC%  | 3P%  | TL%  | RP  | AP  | PRP | SP  | PP  |
| --------- | ------------------ | -- | -- | ---- | ---- | ---- | ---- | --- | --- | --- | --- | --- |
| 2021-2022 | Alabama Crim. Tide | 33 | 6  | 25,8 | 46,3 | 30,1 | 72,8 | 4,8 | 4,3 | 1,0 | 0,4 | 8,5 |
| Carriera  | Carriera           | 33 | 6  | 25,8 | 46,3 | 30,1 | 72,8 | 4,8 | 4,3 | 1,0 | 0,4 | 8,5 |

#### Massimi in carriera
- Massimo di punti: 20 vs Gonzaga (4 dicembre 2021)[5]
- Massimo di rimbalzi: 10 (2 volte)
- Massimo di assist: 10 (2 volte)
- Massimo di palle rubate: 3 (4 volte)
- Massimo di stoppate: 2 (2 volte)
- Massimo di minuti giocati: 37 vs Notre Dame (18 marzo 2022)

### NBA

#### Regular Season
| Anno       | Squadra        | PG | PT | MP  | TC%  | 3P%  | TL%  | RP  | AP  | PRP | SP  | PP  |
| ---------- | -------------- | -- | -- | --- | ---- | ---- | ---- | --- | --- | --- | --- | --- |
| 2022-2023  | Boston Celtics | 12 | 0  | 5,5 | 42,1 | 28,6 | 50,0 | 0,8 | 0,9 | 0,2 | 0,2 | 1,6 |
| 2023-2024† | Boston Celtics | 8  | 0  | 4,9 | 41,7 | 42,9 | 75,0 | 1,3 | 1,3 | 0,1 | 0,1 | 2,0 |
| 2024-2025  | Boston Celtics | 16 | 0  | 5,8 | 35,3 | 22,2 | 71,4 | 0,8 | 0,8 | 0,3 | 0,1 | 2,1 |
| Carriera   | Carriera       | 36 | 0  | 5,5 | 38,5 | 28,1 | 69,2 | 0,9 | 0,9 | 0,2 | 0,1 | 1,9 |

#### Playoffs
| Anno     | Squadra        | PG | PT | MP  | TC%  | 3P%  | TL%  | RP  | AP  | PRP | SP  | PP  |
| -------- | -------------- | -- | -- | --- | ---- | ---- | ---- | --- | --- | --- | --- | --- |
| 2025     | Boston Celtics | 4  | 0  | 3,3 | 12,5 | 50,0 | 50,0 | 0,8 | 0,8 | 0,0 | 0,0 | 1,0 |
| Carriera | Carriera       | 4  | 0  | 3,3 | 12,5 | 50,0 | 50,0 | 0,8 | 0,8 | 0,0 | 0,0 | 1,0 |

#### Massimi in carriera
- Massimo di punti: 8 vs Atlanta Hawks (9 aprile 2023)[6]
- Massimo di rimbalzi: 3 (2 volte)
- Massimo di assist: 3 vs Atlanta Hawks (9 aprile 2023)
- Massimo di palle rubate: 1 (2 volte)
- Massimo di stoppate: 2 vs Atlanta Hawks (9 aprile 2023)
- Massimo di minuti giocati: 35 vs Atlanta Hawks (9 aprile 2023)

### NBA G-League
| Anno      | Squadra       | PG  | PT  | MP   | TC%  | 3P%  | TL%  | RP  | AP  | PRP | SP  | PP   |
| --------- | ------------- | --- | --- | ---- | ---- | ---- | ---- | --- | --- | --- | --- | ---- |
| 2022-2023 | Maine Celtics | 44  | 14  | 32,0 | 49,7 | 30,3 | 72,5 | 4,5 | 7,7 | 0,8 | 0,6 | 13,2 |
| 2023-2024 | Maine Celtics | 44  | 44  | 34,3 | 46,0 | 31,3 | 67,1 | 5,1 | 8,5 | 1,4 | 0,7 | 21,5 |
| 2024-2025 | Maine Celtics | 45  | 45  | 34,6 | 48,2 | 33,2 | 76,2 | 5,1 | 7,7 | 1,4 | 0,8 | 25,6 |
| Carriera  | Carriera      | 133 | 103 | 33,6 | 47,7 | 31,8 | 72,3 | 4,9 | 8,0 | 1,2 | 0,7 | 20,1 |

## Palmarès
- McDonald's All-American (2021)
- Campionato NBA: 1

Boston Celtics: 2024
- NBA G League Most Valuable Player Award (2025)